# Krypto-Anarchie
Der Begriff Krypto-Anarchie beschreibt eine praktizierte Anarchie im Cyberspace. Krypto-Anarchisten sehen ein wachsendes Missverhältnis zwischen staatlicher Ermächtigung und Geheimhaltung auf der einen Seite und staatlicher Entmündigung und Überwachung des Bürgers auf der anderen. Sie versuchen, die Möglichkeiten, die die Kryptographie und Computernetzwerke wie das Internet bieten, zu nutzen, um diese Verhältnisse umzukehren; also Staatsgeheimnisse zu veröffentlichen, Gesetze zu unterlaufen und freie kryptographische Software zur Verfügung zu stellen, mit der man etwa anonym kommunizieren oder Handel treiben kann.

## Herkunft des Begriffes
1988 verteilte Timothy C. May seinen Text The Crypto Anarchist Manifesto auf einer Kryptographie-Konferenz in Santa Barbara an Gleichgesinnte sowie auf einer Hacker-Konferenz im selben Jahr. 1992 verlas er den Text beim Gründungstreffen der Cypherpunk-Bewegung. Die Vorsilbe Krypto im Begriff bezieht sich auf Kryptographie und nicht, wie etwa im Begriff Kryptofaschismus, auf das Verschleiern einer Ideologie. Timothy May wies aber in seinem Essay The Cyphernomicon darauf hin, dass der Krypto-Anarchie auch als Wortspiel mit dieser Verwendung des Begriffes gedacht war.

## Ideologische Hintergründe
Viele Kryptoanarchisten stehen politisch dem Libertarismus oder auch seinen radikaleren Spielarten wie dem Anarcho-Kapitalismus nahe. Tymothy May schreibt in The Cyphernomicon: „Was daraus [der Krypto-Anarchie] entstehen wird, ist ungewiss, aber ich denke es wird eine Art anarcho-kapitalistisches Marktsystem werden, das ich Krypto-Anarchie nenne.“
Krypto-Anarchisten befürworten freie, ggfs. auch schwarze Märkte (Counter-economics) sowie das Recht auf absolute Anonymität im Cyberspace und setzen dabei auf das Konzept der glaubhaften Abstreitbarkeit. Sie räumen ein, dass dies einen fruchtbaren Boden für kriminelle Elemente bietet, argumentieren aber, dass Kryptographie mit dem Briefgeheimnis gleichzusetzen sei, das nur von totalitären Regimen nicht gewährt würde.

## Kritik
Generell lässt sich die Idee der Krypto-Anarchie wenig bis kaum mit den Elementen des Anarchismus vereinen. Der Aspekt der Anarchie beruft sich hierbei im eigentlichen Wortsinne lediglich auf die Abwesenheit staatlicher Macht, propagiert aber gleichzeitig eine freie, kapitalistische Marktwirtschaft im digitalen Raum. Ein Großteil anarchistischer Theorien lehnen den Kapitalismus jedoch ebenfalls als Herrschaftsform, die im Widerspruch zu Anarchie steht, ab. Diese missverständliche Verwendung des Begriffs Anarchie findet sich ebenfalls in der Theorie des Anarchokapitalismus.

## Beispiele für Krypto-Anarchie
- Tor, I2P oder Freenet sind Beispiele für Netzwerke, die einen anonymen und zensurresistenten Datenaustausch zulassen.
- WikiLeaks ist eine Enthüllungsplattform, die unter dem Motto „We open governments“ Regierungsgeheimnisse veröffentlicht.
- Bitcoin, Litecoin und Monero sind Beispiele kryptographischer Währungen, die das Währungs-Monopol der Notenbanken untergraben sollen.
- Darknet-Märkte sind Plattformen, die u. a. das Tor-Netzwerk und Kryptowährungen nutzen, um anonymen (und auch illegalen) Handel zu ermöglichen.
- Defense Distributed ist eine Non-Profit-Organisation des US-Amerikaners Cody Wilson, die Baupläne für mit 3D-Druckern herstellbare Waffen im Internet veröffentlicht hat.